# Medaite
La medaite è un minerale.